# Heiko Bewermeyer
Heiko Bewermeyer (* 22. Dezember 1940 in Neustrelitz) ist ein deutscher Facharzt für Neurologie.

## Leben
Er wuchs zunächst in Neustrelitz auf. Sein Vater Konrad war Flieger-Oberingenieurs in der Erprobungsstelle Rechlin und starb im Januar 1942 bei einem Flugzeugabsturz. Seine Mutter Annemarie, geb. König, stammte aus Warburg und zog nach dem Tode ihres Mannes mit ihm und seinem 1942 geborenem Bruder Michael dorthin zurück. Nach dem Abitur am humanistischen Gymnasium Marianum in Warburg und dem Wehrdienst studierte Heiko an den Universitäten München, Wien und Hamburg.
Zum Facharzt wurde er in psychiatrischen Abteilungen im Universitätsklinikum Hamburg-Eppendorf, Kliniken des Landschaftsverbandes Rheinland und an der Neurologischen Klinik Köln Merheim ausgebildet. Er wurde an der Heinrich-Heine-Universität Düsseldorf promoviert. Die Lehrberechtigung erhielt er an der Universität zu Köln, wo er Leitender Oberarzt der Klinik für Neurologie war. 1993 wurde er zum außerplanmäßigen Professor für Neurologie und Psychiatrie ernannt.
Er führte von 1988 bis 1994 die Neurologische Klinik am Klinikum Leverkusen und war von 1994 bis 2005 Chefarzt der Neurologischen Klinik Köln Merheim. Auch nach 2005 blieb er praktisch-neurologisch tätig. Seine Interessengebiete sind klinische Neurologie einschließlich ihrer Grenzgebiete und Geschichte der Nervenheilkunde. Er ist zudem Autor regionaler und historischer Publikationen.
Heiko Bewermeyer ist seit 1975 verheiratet und hat zwei Kinder.

## Veröffentlichungen (Auswahl)

### Bücher
- Klaus-Joachim Zülch: ein bedeutender Neurologe und Neuropathologe mit Hans Dieter Mennel, Schattauer, Stuttgart 2006, ISBN 3-7945-2477-2.
- Symptom Kopfschmerz. Entscheidungshilfen in der Akutsituation. mit Jens Kuhn, Schattauer, Stuttgart 2008, ISBN 978-3-7945-2476-1.
- 50 Jahre Neurologie in Köln-Merheim, hg. mit Volker Limmroth, Kölnisches Stadtmuseum, Köln 2009, ISBN 978-3-940042-05-7.
- Neurologische Differentialdiagnostik, Evidenzbasierte, Entscheidungsprozesse und diagnostische Pfade, mit Gereon R. Fink und Volker Limmroth (Hg), Schattauer, Stuttgart 2011, ISBN 978-3-7945-2663-5.
- Hermann Oppenheim – ein Begründer der Neurologie, Schattauer, Stuttgart 2016, ISBN 978-3-7945-3177-6.
- Warburg Stunde Null. Kriegsende am 31.März 1945, Bonifatius, Paderborn 2019, ISBN 978-3-89710-823-3.
- Konrad Bewermeyer, Die Erprobungsstelle Rechlin HMS Ark Royal Flugzeugabsturz und Fliegertod, mit Michael Bewermeyer und Christoph Regel, Paderborn 2022, ISBN 978-3-00-070780-3.
- Das Schicksal der Familie Cohn und die Vernichtung der jüdischen Gemeinde Warburg, unter Mitarbeit von Rudolf Bialas, Warburg 2022, ISBN 978-3-00-072373-5
- Hans Kohlschein (1879-1948) und Wilhelm Kramer (1889-1954) Eine widersprüchliche Freundschaft in Warburg, Mit einem Vorwort von Manfred Grothe, Warburg 2024, ISBN 978-3-00-078974-8

### Beiträge
- Controlled trial of ancrod in ischemic stroke, mit V. Hossmann und Wolf-Dieter Heiss, in: Arch. Neurol. 40, 803-808, 1983
- MR imaging of familial basilar fmpression, mit H. A. Dreesbach, B. Hünermann, W.D. Heiss, in: J. Comput. Assist. Tomogr. 8, 953-956, 1984
- Presentation of bilateral thalamic infarction on CT, MRI and PET., H. A. Dreesbach, A. Rackl, M. Neveling, W.-D. Heiss, in: Neuroradiology 27, 414-419, 1985
- Zusatzuntersuchungen zur Sicherung der Diagnose bei multipler Sklerose., mit S. Bamborschke, J. Assheuer, H.A. Dreesbach, G. Buchberger, M. Neveling, J.K. Mai, W.-D. Heiss, in: Dtsch. med. Wiss, 1398-1405, 1986, (Japanische Fassung: 8, 1444-1452, 1986)
- MRI of acute cerebral infarcts: increased contrast enhancement with continuous infusion of gadolinium, mit C.L. Merten, H.O. Knitelius, J. Assheuer, B. Bergmann-Kurz J.P. Hedde, in: Neuroradiology 41, 242-248, 1999, (USA: The Yearbook of Diagnostic Radiology 2000. A.G. Osborn (ed.), Mosby, St. Louis 2000, 472-473)
- Klaus Joachim Zülch. Neurologe im Krieg – Kriegsneurologe. mit H.D.Mennel, in: Schriftenreihe der Deutschen Gesellschaft für Geschichte der Nervenheilkunde, 2008, Band 14: 421-440
- Von Warburg ins Ghetto Lodz. Das Schicksal von Julius Cohn (1880-1942) und seiner Familie, in: Die Warte, 2011, Nr. 151, 14-18

## Mitgliedschaften und Ehrenämter
- Verwaltungsrat der CURA (Beratungs- und Beteiligungsgesellschaft für soziale Einrichtungen, Paderborn),
- Deutsche Gesellschaft für Neurologie
- Deutsche Gesellschaft für Geschichte der Nervenheilkunde